# Phymatodes maculicollis
Phymatodes maculicollis är en skalbaggsart som beskrevs av Leconte 1878. Phymatodes maculicollis ingår i släktet Phymatodes och familjen långhorningar. Inga underarter finns listade i Catalogue of Life.